# Canon EOS 1300D
La Canon EOS 1300D és una càmera reflex digital APS-C fabricada per Canon. Va ser anunciada el març de 2016 amb un preu de venda suggerit de 479€, el qual incloïa un objectiu Canon EF-S 18-55 mm f/3.5-5.6 II.
És coneguda com a EOS Rebel T6 a Amèrica i EOS Kiss X80 al Japó.
La gamma d'aquest model de càmeres de Canon, és la més baixa, per tant son càmeres pensades per a iniciació. Aquest model va substituir a la EOS 1200D.

## Característiques[1]
- Sensor d'imatge CMOS de 18 megapíxels
- Processador d'imatge Digic 4+
- 9 punts d'autoenfocament amb un punt en creu en el centre a f/5,6
- Disparo continu de 3 fotogrames per segon
- Sensibilitat ISO 100 - 6400 (ampliable fins a H: 12800)
- Gravació de vídeo FULL HD de 1080p a 24p, 25p (25 Hz) i 30p (29,97 Hz)
- Gravació de vídeo HD de 720p a 60p (59,94 Hz) i 50p (50 Hz)
- Pantalla LCD de 3,0" amb una resolució de 920.000 píxels
- Wi-Fi i NFC incorporats per poder enviar les fotografies i vídeos al telèfon
- Batería LP-E10

## Diferències respecte a la 1200D[3]
- Resolució inferior de la pantalla: La 1300D consta d'una pantalla amb 920.000 píxels i la 1200D d'una amb 460.000 píxels.
- La 1300D ja consta de Wi-Fi per poder enviar fotografies, funció que no tenia incorporada la seva predecessora

## Inclòs a la caixa
- Cos de la Canon EOS 1300D
- Objectiu EF-S 18-55mm f/3.5-5.6 IS II
- Ocular EF
- Corretja per a la càmera EW-400D
- Batería LP-E10
- Carregador de bateria LC-E10E
- Cable d'alimentació pel carregador de bateria
- Guia d'inici ràpid

## Accessoris compatibles
- Tots els objectius amb muntura EF / EF-S
- Flaixos amb muntura Canon
- Targetes de memòria SD, SDHC i SDXC
- Cable mini HDMI (tipus C)